# Oxyopes saradae
Oxyopes saradae là một loài nhện trong họ Oxyopidae.
Loài này thuộc chi Oxyopes. Oxyopes saradae được Biswamoy Biswas & R. Roy miêu tả năm 2005.